# Абдул Салям аль-Бусейри
Абдул Салям аль-Бусейри (араб. عبد السلام البوصيري‎) — ливийский государственный деятель, министр иностранных дел Королевства Ливия (1954) .

## Биография
- апрель-декабрь 1954 г. — министр иностранных дел Королевства Ливия,
- декабрь 1954 — апрель 1955 гг. — губернатор Триполитании.

Затем был назначен послом в Великобритании.